# Феномен человека
«Феномен человека» (фр. Le Phénomène humain) — основное философское сочинение французского католического философа и антрополога Пьера Тейяра де Шардена, трактат, написанный в 1938—1940 годах и опубликованный посмертно в 1955 году. Раскрывает суть теистического эволюционизма. 
Согласно развёрнутой в работе концепции, всякой материи присуща некая внутренняя энергия, имеющая психическую природу и проявляющаяся на уровне человека как сознание. Именно это начало служит движущей пружиной эволюции, основным направлением которой является развитие психики, сознания (и параллельное усложнение материальных форм). С возникновением в ходе эволюции человека рождается и постепенно развёртывается ноосфера. Кульминационным пунктом её развития становится «точка Омега», когда из синергии индивидуальных человеческих сознаний, связанных любовью, рождается некий единый мыслящий организм, высшее сознание. Это высшее сознание (Омега), существующее вне пространства и времени, оказывается тем «очагом духа», который с начала времён влечёт материю, жизнь к возрастанию сознания.

## История
Работа «Феномен человека» была написана в 1938—1940 годах, во время пребывания Тейяра де Шардена в составе миссии ордена иезуитов в Китае. После возвращения во Францию в 1946 году он попытался получить от Ордена разрешение на публикацию книги, однако, как и в случае его предыдущих трудов, получил отказ. Взгляды Тейяра на творение и эволюцию признавались Орденом неортодоксальными, близкими к пантеизму, и ещё с 1920-х годов ему было запрещено публично излагать или публиковать их. Будучи священником-иезуитом, де Шарден повиновался этому запрету до конца жизни.
Не оставляя попыток добиться разрешения на публикацию, в 1947 году Тейяр де Шарден переработал книгу, изъяв особенно острые места. В 1948 году он безуспешно пытался получить у папской курии в Риме разрешение на издание хотя бы фрагментов книги под названием «Зоологическая группа человека». Не помогло и введение дополнительной главы-эпилога «Христианский феномен».
«Феномен человека» был опубликован лишь посмертно, открыв в 1955 году издание собрания сочинений Тейяра де Шардена.

## Оглавление
К читателю
Пролог: Видеть
I. ПРЕДЖИЗНЬ
Ткань универсума
Внутреннее вещей
Молодая Земля
II. ЖИЗНЬ
Появление жизни
Экспансия жизни
Мать-Земля (Деметра)
III. МЫСЛЬ
Возникновение мысли
Развертывание ноосферы
Современная Земля
IV. СВЕРХЖИЗНЬ
Коллективный выход
За пределами коллектива
Завершающий этап Земли
Резюме, или Послесловие: Сущность феномена человека
В предуведомлении к читателю Тейяр де Шарден предлагает относиться к его книге не как к метафизическому или теологическому трактату, но как к научной работе, ставящей задачу лишь описать человека, однако описать во всей его полноте, не только телесной, но и духовной — описать «только лишь феномен. Но зато уж весь феномен».

## Содержание

### Преджизнь
Материя множественна (атомична, дробима) и при этом едина и активна (то есть её части единообразны, однородны и взаимосвязаны, действуют друг на друга). Радиус действия каждого космического элемента безграничен.
Исторически материя космоса развивается, принимая всё более сложные и организованные формы — из первоначальных частиц образуются более сложные тела. Причём эти переходы могут происходить не везде и не всегда: создание более сложных материальных соединений, крупных молекул происходит в туманностях, солнцах благодаря концентрации там материи.
Мы знаем, что человек обладает не только телом, но и сознанием, поэтому должны предположить существование аналогичной «внутренней» стороны у всякой материи. При этом сознание так же «распылено», атомистично, как материя, а его уровень, сложность коррелирует со сложностью, уровнем организации соответствующего материального образования — «это лишь две взаимосвязанные стороны или части одного и того же явления».
Всякая энергия имеет духовную, психическую природу. Однако «в каждом элементе-частице эта фундаментальная энергия делится на две составляющие: тангенциальную энергию, которая связывает данный элемент со всеми другими элементами того же порядка (то есть той же сложности и той же „внутренней сосредоточенности“), и радиальную энергию, которая влечёт его в направлении все более сложного и внутренне сосредоточенного состояния». Далее, «следует различать два вида тангенциальной энергии: один вид — энергия излучения (с максимумом при очень малых радиальных значениях — случай атома); другой вид — энергия организации (заметная лишь при больших радиальных значениях — случай живых существ, человека)». При этом между уровнями тангенциальной энергии излучения (то есть энергии в физическом смысле) и радиальной энергии элемента существует обратная зависимость: «чем меньше элемент сосредоточен (то есть чем слабее его радиальная энергия), тем в более мощных механических эффектах проявляется его тангенциальная энергия».
На молодой Земле геохимическое развитие происходило в двух направлениях: кристаллизация — формирование минералов и полимерзация — появление углеродных, водородных или гидратных и азотных «органических соединений». Так на Земле образовалась тонкая плёнка «предбиосферы».
Внутренняя «психическая», «духовная» сторона этой усложняющейся материи молодой Земли «возрастает в своём „радиальном значении“ в соответствии с растущей химической сложностью элементов, внутреннюю „подкладку“ которых она составляет».

### Жизнь
С самого начала клеточная жизнь должна рассматриваться не как механическое множество, но как «своего рода рассеянный суперорганизм», обладающий единообразием элементов и подчинённый началу «„симбиоза“ или совместной жизни», «до некоторой степени живая плёнка».
Помимо единства живого вещества Земли, общими особенностями движения жизни являются: 1) изобилие живой материи, нащупывающее удачные вариации; 2) безразличие к индивидам; 3) изобретательность (жизнь «должна собирать механизмы гибкие и простые», поэтому «по строению любой организм всегда и необходимо разбирается на составные части»).
Элементарными формами движения жизни являются: 1) размножение путём самовоспроизведения; 2) спаривание; 3) объединение (сначала агрегация, как у бактерий или низших грибов; позднее «спаянная колония с более четко специализированными, но ещё совсем не централизованными элементами — таковы высшие растения, мшанки или полипы»; позднее многоклеточные; позднее общества); 4) направленное усложнение (ортогенез).
Разрастание ветвей жизни в ходе эволюции обнаруживает действие трёх факторов:
1. «сцепления роста, порождающие „филы“»[11] (многообразие жизни не беспредельно, а группируется по нескольким направлениям);
2. «распускания (или разъединения) зрелости, периодически производящие „мутовки“»[11] (после того как фила достигает наиболее экономичной и приспособленной формы, она разветвляется, «распускается», а эти лучи — как бы щупальца, отыскивающие новые ниши для развития жизни — в свою очередь расходятся новыми веерами, и так пока это разветвление не затухает);
3. «действие отдалённости, с виду устраняющее „черешки“»[11] (ранние, переходные формы не сохраняются — отсюда ложное впечатление, что виды появляются уже в готовом виде).

Эволюция имеет «определённое направление и привилегированную ось»: с момента появления жизни на Земле главным в истории планеты становится развитие жизни, а в развитии жизни — развитие сознания и связанное с ним развитие нервной системы — цефализация.
При этом движущей пружиной эволюции являются не внешние факторы — борьба за существование и естественный отбор, но внутренний импульс, «глубинный порыв» — радиальная энергия: «„Импульс“ мира, выражающийся в росте сознания, может иметь своим последним источником лишь какой-то внутренний принцип движения, только в нём он находит объяснение своего необратимого устремления ко все более высоким формам психического». Здесь мысль Шардена сближается с теорией жизненного порыва Анри Бергсона. «В самой своей основе живой мир образован сознанием, облечённым телом и костьми. Так что от биосферы до вида — все это лишь огромное разветвление психизма, ищущего себя в различных формах».
В наивысшей степени развитие нервной системы, мозга и сознания проявилось у млекопитающих, а среди них — у приматов.

### Мысль
Центральным феноменом психической жизни человека, отделяющим его от животного мира, Шарден называет рефлексию. С рождением рефлективности возрастает значение индивида, прежде приносимого в жертву виду, бывшего лишь звеном в цепи поколений. Исторически этот скачок происходит «между последними слоями плиоцена, где ещё нет человека, и следующим уровнем, где ошеломлённый геолог находит первые обтесанные кварциты».
На уровне человека психическое становится главной частью феномена жизни, и при изучении дальнейшей эволюции человека нужно рассматривать не только анатомию, но и психологию, и культуру. Эволюция движется теперь вперёд не только посредством природной «игры случайностей», но принимает также социокультурную форму изобретения.
Поскольку этот эволюционный рывок находится на основной оси эволюции жизни (направленной «ко все более высокому сознанию»), появление рефлексии — скачок не просто для вида, но и для жизни как планетарного феномена в целом. В зональной структуре Земли появляется новая оболочка: к металлической барисфере, окружённой «каменистой литосферой, поверх которой в свою очередь находятся текучие оболочки гидросферы и атмосферы», и, наконец, биосфере теперь добавляется венчающая планету ноосфера. В ней Земля «обретает душу».
Человек размножается и распространяется по Европе, Азии и Африке. С началом неолита люди переходят к оседлой жизни, появляются земледелие и скотоводство: возникает цивилизация. Человек проникает в Новый Свет — и «плёнка ноосферы» охватывает теперь всю Землю. Среди нескольких очагов цивилизации (Междуречье-Средиземноморье на Западе, Китай, Индия, позднее Центральная Америка (Майя) и Полинезия) «ведущая ось антропогенеза прошла через Запад».
В последние столетия человечество, ведомое Западом, переходит из неолита в новую эру. Приходит понимание эволюционной природы всего существующего, понимание того, что человеческая мысль, общество, культура также подчиняются действию эволюции (то есть космогенез принимает здесь форму ноогенеза): «В сознании каждого из нас эволюция замечает саму себя, осознавая себя». Человек сегодня — вершина развития жизни.

### Сверхжизнь
Путь вперёд к развёртыванию ноосферы лежит не перед индивидом или группой (расой), но перед совокупным человечеством. Развитие человечества демонстрирует сближение как индивидов, так и «ветвей», групп. Во-первых, по причине замкнутости и ограниченности пространства Земли, человечество, увеличиваясь в числе и распространяясь по планете, как бы спрессовывалось, уплотнялось; при этом происходила некая «концентрация сознания». Во-вторых, человечество в ходе эволюции не распадается, как это происходило с другими животными формами, на различные виды, но сохраняет единство: происходит непрерывное смешение генов, в том числе между расами. Таким образом, человечество «покрывает Землю одной организованной оболочкой», и это объединение ведёт к появлению в будущем нового уровня организации и нового уровня сознания — некоей «органической суперагрегации душ», единого «Духа Земли», «сверхчеловечества»:

«…Ткань универсума, став мыслящей, ещё не закончила свой эволюционный цикл… ноосфера стремится стать одной замкнутой системой, где каждый элемент в отдельности видит, чувствует, желает, страдает так же, как все другие, и одновременно с ними. Гармонизированная общность сознаний, эквивалентная своего рода сверхсознанию. Земля не только покрывается мириадами крупинок мысли, но окутывается единой мыслящей оболочкой, образующей функционально одну обширную крупинку мысли в космическом масштабе. Множество индивидуальных мышлений группируется и усиливается в акте одного единодушного мышления». 
Кульминационным пунктом развития ноосферы, который Шарден называет Точкой Омега, станет некое высшее сознание, в котором соберётся, обретя новое качество, вся совокупность индивидуальных сознаний.
Личность не будет потеряна в этом высшем сознании: оно означает не деперсонализацию, а «сверхперсонализацию». Отдельные человеческие сознания продолжат осознавать себя в этом общем сознании, более того, благодаря взаимной конвергенции в Омеге их индивидуальности даже обогатятся. Подобно тому как не утрачивают своей индивидуальности клетки организма или члены общества, здесь «под влиянием верховного автономного очага единения» — Точки Омега — «осуществляется дифференцированное единство».
Путь к этому единению между индивидами — любовь. В зачаточном виде любовь как «внутреннее влечение к единению» проникает всю материю. Но привычных нам форм любви недостаточно: синтез, который наступит в Точке Омега, подразумевает, что наша способность любить должна стать всеобъемлющей, охватить всех людей. Подобное не только возможно, но и отчасти знакомо нам в виде эстетического и религиозного опыта, когда человек испытывает «чувство универсума», резонанса с целым. Однако чтобы такая любовь могла существовать, она должна быть направлена не на коллектив, не на анонимное множество — ей необходим объект, «любящий и любимый». Этим объектом — «лицом и сердцем», своего рода активной персонификацией универсума — и выступает Омега.
Таким образом, нужно признать, что объект, названный Омегой, реально существует уже в данный момент — иначе он не мог бы «положить начало единодушию мыслящих частиц мира и поддерживать его своим влиянием», делая возможной всеобъемлющую любовь. Возникая в ходе эволюции, он в то же время по природе своей ускользает от действия сил, обрекающих гибели всё возникающее, от ограничений времени и пространства, оказываясь в конечном счёте трансцендентным: «Последний член ряда, он вместе с тем вне ряда».
Существование Омеги объясняет движение к возрастанию сознания в ходе эволюции. Внутреннее (психическое, радиальное) начало материи изначально «тяготеет к божественному очагу духа, который привлекает его впереди», «скрытно побуждается действием находящегося впереди перводвигателя».
Дальнейшая эволюция человека, ведущая к Точке Омега, будет происходить в форме социальной и духовной, органически человек заметно не изменится. Впрочем, Шарден допускает возможность искусственного изменения человеческого тела и даже мозга силами науки будущего, которая, быть может, сумеет, овладев механизмом наследственности, пружиной эволюции, «переделать и завершить человеческий индивид».
В дальнейшим развитии человечества (ноосферы) Шарден видит следующие основные линии:
- дальнейший многократный рост значения науки в жизни общества;
- сосредоточение научных исследований на человеке;
- объединение науки и религии.

Вероятность расселения человека по другим планетам и контакта с другими мыслящими существами (то есть другими ноосферами) Шарден считает очень небольшой; причины этого — неприспособленность человеческого организма к условиям иных планет и ничтожная вероятность одновременного существования и встречи двух мыслящих миров, учитывая масштабы космического пространства и времени.
Кульминация развития ноосферы — и в этом смысле «конец света» — наступит, когда человечество в целом, как некогда человек, осознает само себя и, покинув свою «органо-планетарную опору», трансцендирует к высшему центру Омега:

«Конец света — внутренний возврат к себе целиком всей ноосферы, достигшей одновременно крайней степени своей сложности и своей сосредоточенности. Конец света — переворот равновесия, отделение сознания, в конце концов достигшего совершенства, от своей материальной матрицы, чтобы отныне иметь возможность всей своей силой покоиться в боге-омеге».

## Русские переводы
- Тейяр де Шарден П. Феномен человека / предисл. Роже Гароди; пер. с фр. Н. А. Садовского. — М.: Прогресс, 1965. — 296 с.

- Тейяр де Шарден П. Феномен человека / предисл. и комм. Б. А. Старостина; пер. с фр. Н. А. Садовского. — М.: Наука, 1987. — 240 с. (переиздание).

- Тейяр де Шарден П. Феномен человека. Вселенская месса: [сб.] / пер. Н. А. Садовского, М. Чавчавадзе. М.: Айрис-Пресс, 2002. 352 с. ISBN 5-8112-0077-3 (В издание включена глава «Феномен христианства» в пер. М. Чавчавадзе.)
- Тейяр де Шарден П. Феномен человека: [сб.]. М.: АСТ, 2002. 554 с. ISBN 5-17-009886-3 (В издание включены глава «Феномен христианства» и приложение «Несколько замечаний о месте и участии зла в эволюционирующем мире» в пер. О. Вайнер.)